# Romance Writers of America
Romance Writers of America (RWA) (en español, Escritores de novela romántica de los Estados Unidos) es una asociación de escritores de género de ámbito nacional y sin ánimo lucrativo. Proporciona una red de trabajo y apoyo a los individuos que la componen y que pretenden seguir seriamente una carrera dentro de la ficción romántica y apoya a autores destacados como Nora Roberts y Judith McNaught.

## Historia
Fundada en 1980 en Houston, Texas por 37 autores del género romántico, incluyendo a Rita Clay Estrada y Parris Afton Bonds, que fueron la primera Presidenta y Vicepresidenta, la RWA ha sido durante mucho tiempo un grupo de defensa de sus miembros publicados. Ha convencido a la multinacional Harlequin para que registre los derechos de autor de las obras que publica y permita a los escritores ser los dueños de sus propios seudónimos. Anteriormente, los escritores se veían obligados a dejar su seudónimo detrás si cambiaban de editorial, con lo que dificultaba a los lectores seguir sus obras. Actualmente considera que el propósito de la RWA es "promover la evolución de los intereses profesionales de escritores de romance centrados en su carrera a través de una red de apoyo y su defensa."
En 2000, la RWA tenía un presupuesto de más de un millón de dólares, el mayor de cualquier organización profesional de escritores de género. Para el año 2007, la organización tenía más de 9000 miembros y más de 150 capítulos. Entre ellos hay capítulos organizados geográficamente así como capítulos en línea de interés especial que se centra en temas como el romance médico. Aproximadamente 2000 miembros han publicado libros.

## Organización
RWA ofrece dos programas. La Published Author Network (PAN, "Red de Trabajo de Autor Publicado") lo forman autores publicados. La red de trabajo PRO es para autores que han terminado un manuscrito y pueden demostrar que han intentado con un editor o un agente que lo van a someter para su publicación. Aproximadamente dos mil miembros de la RWA se han unido al programa PRO. Una vez que se es miembro PRO, pueden ver talleres en línea y folletos sobre el negocio de la publicación.
Los capítulos de la RWA permiten a los miembros reunirse para obtener apoyo y aprender algo más sobre la industria. Proporcionan a los escritores la oportunidad de encontrarse, en persona o en línea, para criticar y aprender el arte de la escritura. Con esta práctica, "los escritores de novela romántica son los únicos autores que entrenan a su propia competición y se enorgullecen de comartir lo que saben."

## Elegibilidad
La General Membership ("Membresía general") en la RWA está abierta a aquellos que activamente persiguen una carrera en la ficción romántica, con independencia de su estatus de publicación. Un escritor no necesita estar publicado para unirse a la asociación pero debe estar trabajando por conseguirlo. Associate membership ("Membresía asociada") está disponible para las editoriales, editores, agentes y otros profesionales de la industria quienes trabajan en el c ampo de la publicación romántica. Miembros asociados no tienen el derecho a votar y no son elegibles para desempeñar algún cargo. Affiliate membership ("Membresía asociada") está disponible para los bibliotecarios y libreros.
La RWA se formó para ayudar a autores de novelas románticas. Según la RWA, la trama principal de una novela romántica debe girar en torno a dos personas que están desarrollando amor romántico el uno por el otro y trabajan por construir una relación juntos. Tanto el conflicto como el clímax de la novela deben dirigirse directamente a ese tema central de desarrollo de una relación romántica, aunque la novela puede contener también subtramas que no se relacionan específicamente con el amor romántico de los protagonistas. Más aún, una novela romántica debe tener un "final optimista y emocionalmente satisfactorio."
Algunos lectores y autores de novela romántica consideran que el género tienen otras restricciones, desde consideraciones en relación con la trama como que los protagonistas deben encontrarse pronto en la historia, evitar temas tales como el adulterio. Los desacuerdos se han centrado en el firme requisito de un final feliz, o el lugar de las relaciones homosexuales dentro del género. Algunos lectores admiten historias sin un final feliz, si el centro de la historia está en el amor romántico entre los dos personajes principales (como por ejemplo, Romeo y Julieta).  Otros creen que la definición debería expresarse de manera más estricta para incluir sólo emparejamientos heterosexuales. Mientras que la mayoría de las novelas románticas encajan en los criterios estrictos, hay también muchos libros que se consideran en general como novelas románticas y sin embargo se apartan de estas reglas. Por lo tanto, la opinión general, tal como la aceptan las editoriales y la RWA, incluye sólo el centrarse en el desarrollo de una relación romántica y un final feliz.
Siempre que una novela romántica cumpla con los dos criterios, puede situarse en cualquier época o lugar. No hay restricciones específicas sobre lo que se puede incluir o no en una novela romántica.  En las novelas románticas pueden también incluirse temas controvertidos, como la violación, la violencia doméstica, las adicciones y las discapacidades.  La combinación de periodo de tiempo, ubicación y elementos de la trama ayuda a la novela a encajar en alguno de los diversos subgéneros románticos.  A pesar de las numerosas posibilidades que permite este marco, hay quien efirma, en los medios de comunicación, que "todas [las novelas románticas] parecen ser iguales."

### Publicidad electrónica
De los nueve mil miembros de la RWA, aproximadamente dos mil han visto publicadas sus novelas. Un número desconocido de otros escritores han publicado sus libros a través de editoriales electrónicas. Un ocho por ciento de todos los libros electrónicos son novelas románticas, la RWA no reconoce a las editoriales a las que los autores tienen que pagar para publicar sus libros, las llamadas en inglés, "vanity publishers", que ofrecen escasa o ninguna ayuda promocional. Puede ser elegible como miembro del programa PAN, la red de autores publicados dentro de la RWA, cualquier miembro general u honorario de la RWA que haya conseguido, al menor: 
(1) Mil dólares en concepto de adelanto sobre una simble novela o relato corto elegible ("Opción una"); o
(2) Mil dólares en forma de derechos de autor o una combinación de adelanto más derechos de autor en una sola novela o relato corto elegibles publicados ("Opción dos"); o
(3) Cinco mil dólares en forma de ingresos por una novela o relato corto autopublicada ("Opción tres").
En la primavera de 2010, debido a que han firmado un contrato para publicar su manuscrito, estos autores publicados no son elegibles para entrar en el concurso para no publicados Golden Heart.

## Conferencia anual
Todos los veranos, la RWA celebra una conferencia nacional. En 2007, aproximadamente mil novecientos miembros acudieron a la conferencia en Dallas, Texas, participando en talleres y atendiendo a conferencias destinadas tanto para autores publicados como no publicados. Un Día del Bibliotecario comenzó la conferencia y, en 2007, más de 150 bibliotecarios acudieron a presentaciones de algunas de las más famosas autoras románticas, entre ellas de Jayne Ann Krentz, Suzanne Brockmann, Nora Roberts, Shana Abe y Susan Elizabeth Phillips.  Cada año, algunos de los talleres se orientan al negocio, centrándose en cómo lanzar una novela o escribir a diversos editores. Otros talleres se centran en objetivos creativos, incluyendo cómo usar espadas y luchas de espada en un argumento, cómo usar jerga de bomberos o cómo escoger la portada de tu libro. La conferencia anual incluye una firma por la alfabetización, donde se invita al público a conocer de cerca a quinientos autores y obtener autógrafos. En 2007, el acontecimiento consiguió casi sesentamil dólares para organizaciones benéficas en pro de la alfabetización. La conferencia termina con la ceremonia de entrega de los premios RITA y Golden Heart.
La RWA otorga varias becas para que los miembros acudan a la conferencia nacional. Con ello se abona el viaje, el alojamiento y la matrícula.
La del año 2013 de celebró en Atlanta. Están previstas las de San Antonio (2014), la ciudad de Nueva York (2015), San Diego (2016), y Orlando (2017).

## Premios

### Golden Medallion
Se otorgó por vez primera en el año 1982 con cuatro categorías. Fue el premio más destacado otorgado en el género de la ficción romántica. Las categorías se ampliaron a seis en 1983, ocho en 1989 y al final doce. En 1990 el premio Golden Medallion fue reemplazado por el RITA.

### Premio RITA

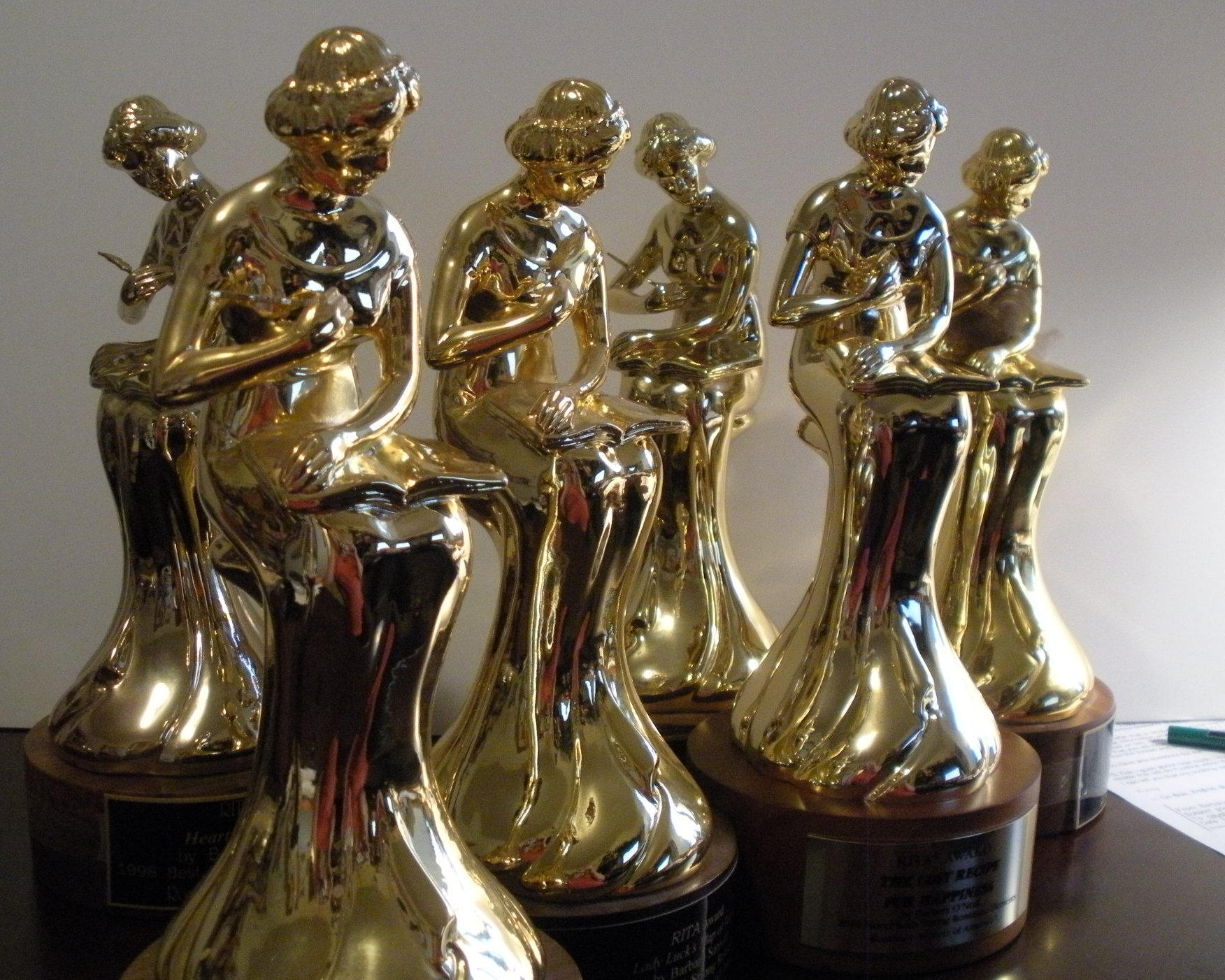
Premios RITA.

El premio más destacado que se entrega en el género de la ficción romántica es el premio RITA que otorga la RWA. Tiene este nombre por la primera presidenta de la organización, Rita Clay Estrada. Se otorga a la excelencia en una de las doce categorías de la ficción romántica. Los autores y los editores someten obras publicadas para que se tomen en consideración en el otoño. A mediados de la primavera, se anuncian los finalistas. Los ganadores son obsequiados con una estatuilla en una ceremonia que se celebra en la Conferencia nacional de la RWA cada mes de julio.

### Premio Golden Heart
La RWA también honra a autores sin publicar. Más de mil manuscritos se someten cada año a competir. La primera ronda la juzga un panel de miembros de la RWA.  Se eligen unos cien manuscritos como finalistas.   Los manuscritos de los finalistas son juzgados por editores encargados de adquisiciones de las editoriales. Los vencedores de la competición son anunciados en el último día de la conferencia anual de la RWA.  En general, el 30% de los finalistas al Golden Heart consiguen que las editoriales acepten sus trabajos.
El premio en sí mismo es un medallón de oro en forma de corazón y de ahí que tenga este nombre (Golden Heart=Corazón de Oro).

## Hall of Fame
El Hall of Fame ("Salón de la Fama") de la RWA se creó como una forma de honrar a aquellos autores que han ganado al menos en tres ocasiones el premio RITA en una misma categoría de romance, por ejemplo, romance contemporáneo largo, suspense romántico o romance de la Regencia). Anteriormente un novelista tenía que ganar cuatro premios RITA en una categoría específica para entrar en el Salón de la Fama, pero los criterios cambiaron para exigir sólo tres premios RITA por categoría. La primera autora que consiguió entrar en el Salón de la Fama de la RWA fue Nora Roberts. Otras autoras que lo han consrguido son Jo Beverley y Jennifer Greene.